# Xian de Hezheng
Le xian de Hezheng (和政县 ; pinyin : Hézhèng Xiàn) est un district administratif de la province du Gansu en Chine. Il est placé sous la juridiction de la ville-préfecture de la préfecture autonome hui de Linxia.

## Démographie
La population du district était de 192 160 habitants en 1999.